# Let's Be Friends
Let's Be Friends är ett samlingsalbum av den amerikanske sångaren och musikern Elvis Presley, släppt av RCA Records i april 1970. Det var det andra budgetalbumet med Elvis Presley som gavs ut på lågprismärket RCA Camden (CAS 2408). I likhet med dess föregångare på Camden, Elvis Sings Flaming Star, innehöll Let's Be Friends mestadels tidigare outgivna låtar vanligtvis inspelade till någon av Elvis Presleys filmer men som inte tidigare hade givits ut på ett soundtrack.
Albumet nådde i USA som bäst plats 105 på Billboards popalbumlista. Det certifierades guld den 15 juni 1999 och platina den 6 januari 2004 av Recording Industry Association of America (RIAA) för en försäljning av en miljon exemplar i USA.

## Camden-etiketten

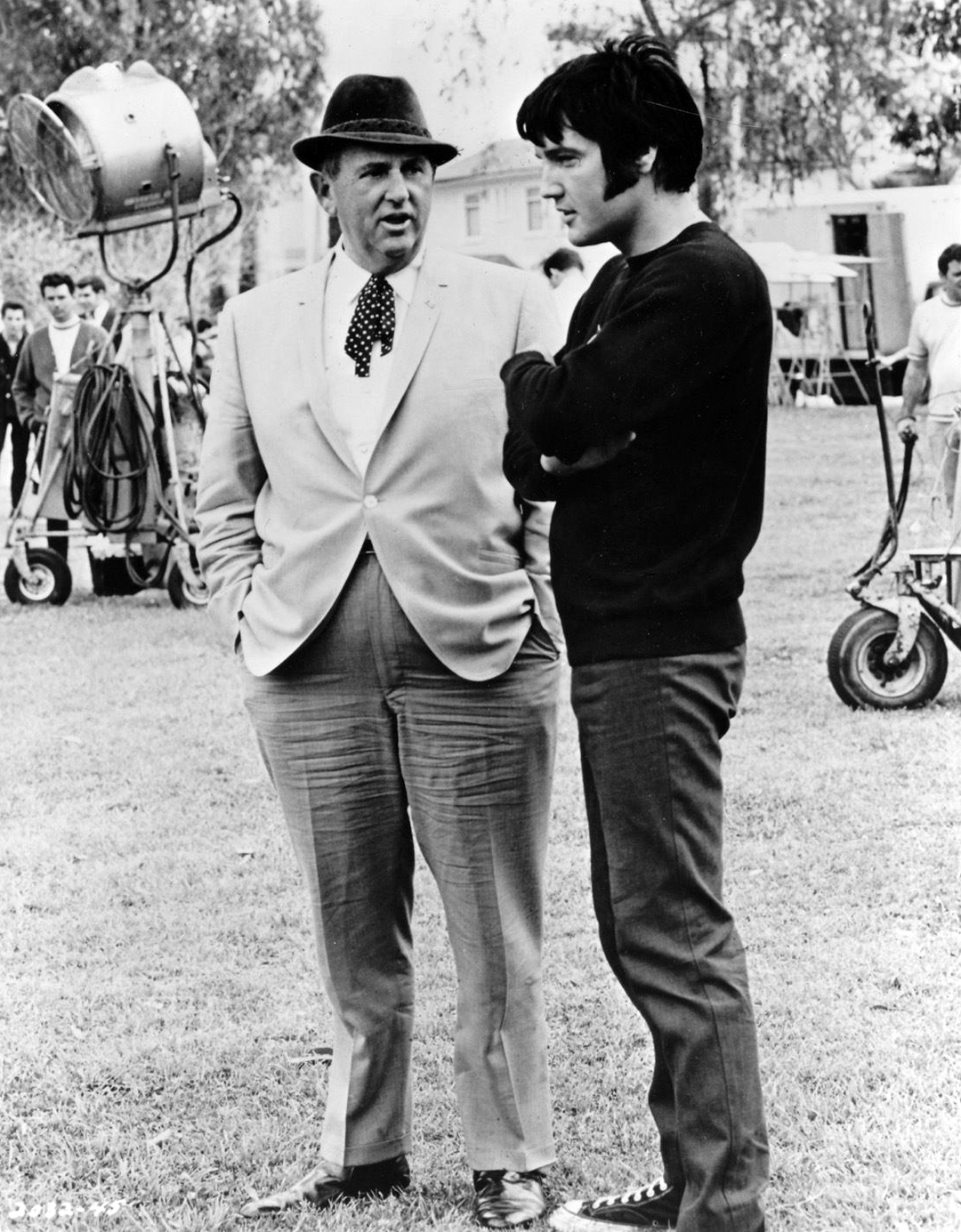
Elvis Presley och Tom Parker vid filminspelningen av Change of Habit 1969.

I december 1969 upprättades ett kontrakt mellan Elvis manager, överste Tom Parker, och den ansvarige på skivbolaget RCA om att fyra plus eventuellt två ytterligare album av Elvis skulle ges ut på RCA:s budgetmärke Camden. Efter att kontraktet förlängts kom sammanlagt 10 Camden-skivor med Elvislåtar att ges ut (Se Camden-utgivningarna). Det första albumet som utkom på Camden-etiketten var Elvis Sings Flaming Star, och det följdes av Let's Be Friends, det första albumet enligt det kontrakt som upprättades i december 1969. Med tanke på Elvis Presleys stora framgångar vid denna tid, när han åter hade börjat skapa musik som rönte stort intresse, kunde man tänka sig att hans manager Tom Parker (som genom Elvis karriär hade undvikit överexponering) skulle ha motsatt sig denna typ av skivutgivning, vilken riskerade att mätta marknaden. Men enligt villkoren i avtalet med RCA inbringade dessa budgetalbum som gavs ut utöver de årligen avtalade albumen, extra pengar utanför kontraktsvillkoren till såväl Elvis som Parker.

## Albumets låtar
Liksom dess föregångare på Camden, Elvis Sings Flaming Star, erbjöd Let's Be Friends skivköparen ett album fullt av outgivna spår till ett budgetpris. Parker och RCA satte samman ett album bestående av nio låtar, av vilka ingen hade släppts tidigare. Tre av låtarna, "Let's Be Friends", "Change of Habit" och "Have a Happy", hade spelats in i mars 1969 för soundtracket till Elvis 31:a och sista spelfilm, Change of Habit (1969).  "Let's Be Friends" hade dock inte kommit med i filmen. Dessa tre låtar var följaktligen bara ett år gamla, vilket ger albumet en viss ställning som ett soundtrack till filmen. Dock utelämnades ytterligare två låtar som var med i filmen. "Rubberneckin'" var en låt från de berömda inspelningarna på American Sound Studio i januari 1969. Den hade släppts på singel i november 1969 som B-sida till "Don't Cry Daddy" och den togs också med i filmen. "Let Us Pray" hade spelats in för Change of Habit (1969) under samma session som de andra tre låtarna och också kommit med i filmen, men eftersom det var en gospelsång sparades den till 1971 års gospelalbum You'll Never Walk Alone, också utgivet på RCA Camden.

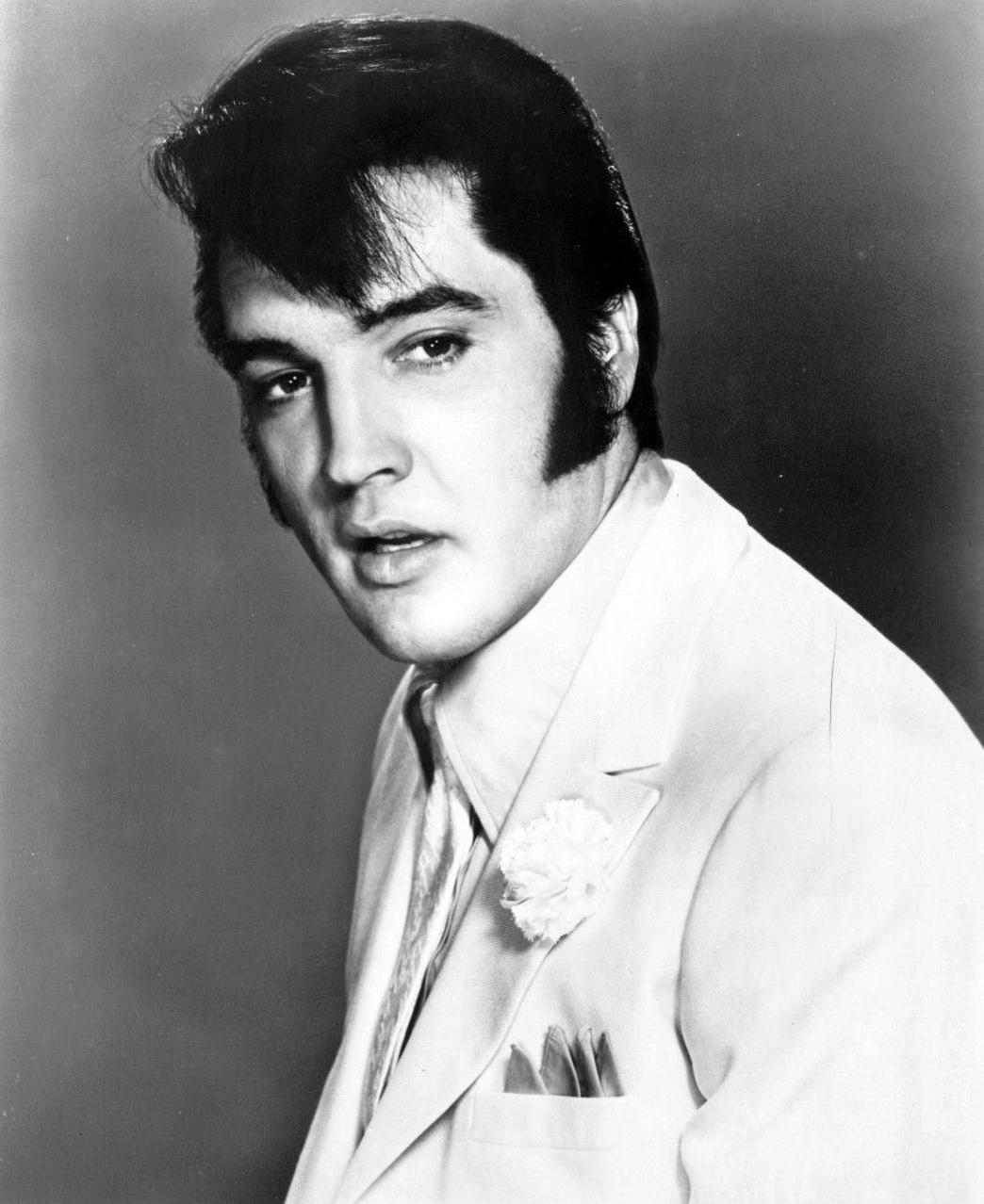
Elvis Presley: pressfoto till The Trouble with Girls 1968.

Två av låtarna på albumet härrörde inte från någon film alls. Dessa båda var "I'll Be There" och "If I'm a Fool (For Loving You)". De hade också spelats in under de hyllade American Sound Studio-sessionerna i Memphis under januari–februari 1969 – samma sessioner som resulterade i singlarna "Suspicious Minds", "In the Ghetto", "Don't Cry Daddy", "Kentucky Rain" och albumet From Elvis in Memphis.
Albumets äldsta låt och den enda från före 1967 var "Mama", inspelad i mars 1962 för filmen Girls! Girls! Girls! (1962). I filmen sjungs låten av "The Amigos". Men Elvis spelade också in en version av låten som inte kom med i filmen. Och för att denna inspelning, som var endast en minut lång, skulle framstå som mer lämpad lät man foga samman den med "The Amigos" version och skapa en master som blev drygt två minuter lång. "Let's Forget About the Stars" hade spelats in för Charro! (1969), men klippts bort från filmen. "Almost" var en låt från filmen The Trouble with Girls (1969) och "Stay Away, Joe" var titelspåret från filmen Stay Away, Joe (1968).

## Försäljning och utgivningar
Albumet har sålts i över en miljon exemplar i USA.
Det placerade sig som bäst på plats 105 på den amerikanska Billboard 200-listan. Recording Industry Association of America (RIAA) lät certifiera albumet guld den 15 juni 1999 och platina den 6 januari 2004 för en försäljning av en miljon exemplar i USA.
Omslagsbilden till albumet togs samtidigt som bilden som prydde omslaget till singeln "Suspicious Minds". Det var också den sista studiofotografering som Elvis någonsin satt med på.
I likhet med alla Elvis Presley-skivor utgivna på budgetetiketten RCA Camden, har detta album en mycket kort speltid – för kort för ett fullprisalbum på 1970-talet. År 1975 återutgavs skivan av Pickwick Records under den ursprungliga RCA Camden-katalogen #CAS 2408 och med en svart kant runt originalomslaget. Den återutgavs på cd av Sony/RCA år 2006.

## Låtlista
| 1. | Stay Away, Joe (från filmen Stay Away, Joe)                            | Ben Weisman, Sid Wayne                   | 1 oktober 1967                                   | 1:35 |
| 2. | If I'm a Fool (For Loving You)                                         | Stan Kesler                              | 21 februari 1969                                 | 2:40 |
| 3. | Let's Be Friends (inspelad till men inte använd i Change of Habit)     | Chris Arnold, David Martin, Geoff Morrow | 5 & 6 mars 1969                                  | 2:39 |
| 4. | Let's Forget About the Stars (inspelad till men inte använd i Charro!) | A. L. Owens                              | 15 oktober 1968 (track) 25 november 1968 (vocal) | 2:22 |
| 5. | Mama (från filmen Girls! Girls! Girls!)                                | Charles O'Curran, Dudley Brooks          | 28 mars 1962 2 maj 1962 (The Amigos)             | 2:12 |

| 1.           | I'll Be There                                 | Bobby Darin                             | 23 januari 1969                         | 2:21  |
| 2.           | Almost (från filmen The Trouble with Girls)   | Ben Weisman, Buddy Kaye                 | 24 oktober 1968                         | 1:47  |
| 3.           | Change of Habit (från filmen Change of Habit) | Ben Weisman, Buddy Kaye                 | 5 & 6 mars 1969                         | 3:16  |
| 4.           | Have a Happy (från filmen Change of Habit)    | Ben Weisman, Dolores Fuller, Buddy Kaye | 5 mars 1969 (track) 6 mars 1969 (vocal) | 2:19  |
| Total längd: | Total längd:                                  | Total längd:                            | Total längd:                            | 21:11 |